# Valentin Prades
Valentin Prades (Cannes, 26 settembre 1992) è un pentatleta francese.

## Biografia
Ha partecipato ai Giochi olimpici giovanili estivi di Singapore 2010, chiudendo all'ottavo posto nella concorso dei ragazzi.
Ha rappresentato la Francia ai Giochi olimpici estivi di Rio de Janeiro 2016, dove si è piazzato al quarto posto nella gara maschile.

## Palmarès
- Mondiali

Kaohsiung 2013: oro a squadre;
Varsavia 2014: oro nella staffetta; argento a squadre;
Mosca 2016: argento a squadre;
Città del Messico 2018: oro a squadre; argento nell'individuale;
Alessandria d'Egitto 2022: oro a squadre;
- Giochi europei

Cracovia e Piccola Polonia 2023: argento a squadre;
- Europei

Drzonów 2013: oro nella staffetta; argento a squadre;
Székesfehérvár 2014: argento nella staffetta;
Bath 2015: oro a squadre; argento nell'individuale;
Minsk 2017: bronzo a squadre;
Székesfehérvár 2018: oro nell'individuale; oro a squadre; oro nella staffetta mista;
Bath 2019: argento nell'individuale; argento a squadre;